# Mangiaspade

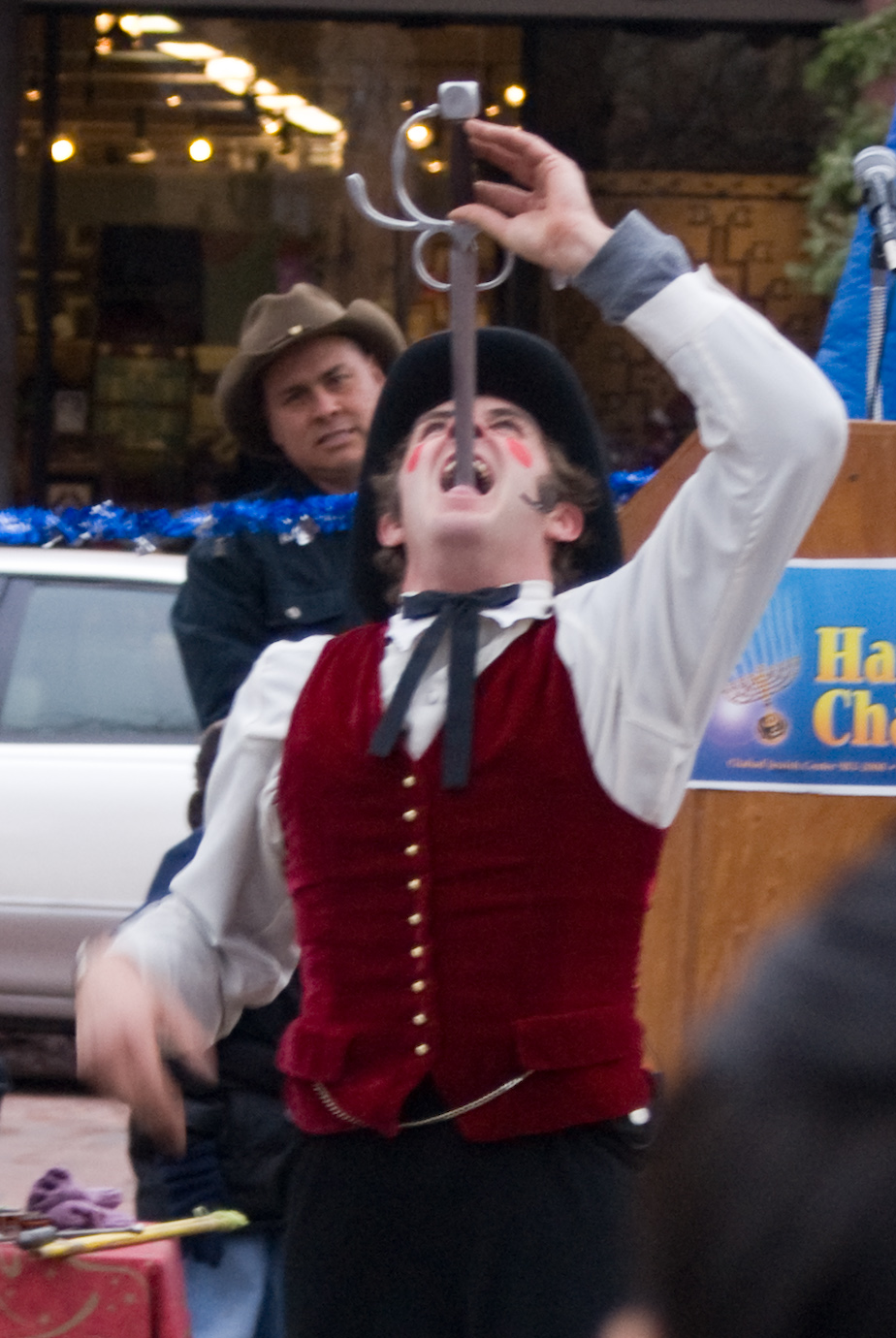
Un mangiatore di spade all'opera

Il mangiaspade (oppure mangiatore di spade) è un antico gioco di abilità in cui l'esecutore introduce una spada attraverso la bocca e l'esofago fino allo stomaco. I processi naturali che costituiscono la deglutizione non avvengono, ma vengono repressi per mantenere libero il passaggio per la spada dalla bocca allo stomaco. La pratica è altamente pericolosa e vi è il rischio di gravi lesioni.

## Storia

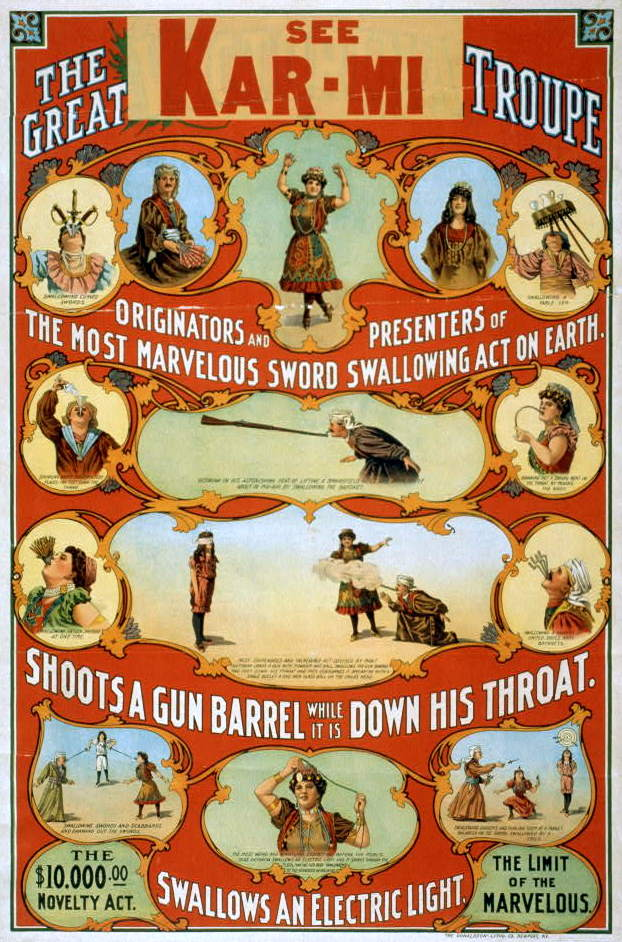
Manifesto degli inizi del 1900

Originaria dell'India del sud antecedentemente al 2000 a.C., la deglutizione della spada ha una storia lunga e varia. Nel corso della sua storia antica è stata utilizzata come dimostrazione di unione con la divinità e potere.
La deglutizione della spada era conosciuta nella Grecia e nella Roma del I secolo d.C. e nella Cina dell'VIII secolo. In Giappone divenne parte del teatro acrobatico giapponese, Sarugaku, che comprendeva il mangiare il fuoco, l'equilibrismo, la giocoleria ed i precedenti dell'illusionismo. In Europa si sviluppò in ancora un terzo tipo distinto di esibizioni associate ai menestrelli nel teatro di strada.
La deglutizione della spada è stata eseguita durante il medioevo come parte del teatro di strada ed era popolare nei festival ed in altri grandi raduni. Il declino della specialità iniziò a metà del XIX secolo ed è stato bandito in Scandinavia nel 1893. Ciò è dovuto ad un calo di interesse nel teatro di strada e al crescente interesse da parte del pubblico di un teatro più "sofisticato" ed "appropriato".
Nei primi anni del 1900 i circhi e gli spettacoli viaggianti sono stati il luogo dominante per l'esibizione dei mangiatori di spada, fino ad arrivare ad una vera e propria competizione: in Europa gli artisti cercavano di ingoiare un gran numero di spade; altri cercarono di ingoiare spade lunghe, in numero multiplo, spade calde, baionette o tubi incandescenti al neon. Il numero del mangiatore di spada apparve durante lo spettacolo di maghi illusionisti, come Houdini. In questo periodo, nell'Europa occidentale e in Inghilterra vi fu un aumento di interesse nella deglutizione della spada, con molte influenze cross-atlantiche. Nella metà del XX secolo si è visto un crollo dell'attività circense in generale.

## Anatomia e metodo

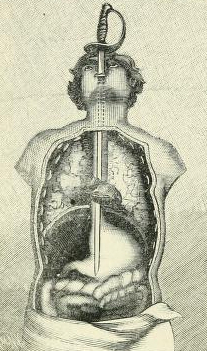
La spada all'interno del corpo di un mangiatore di spade (illustrazione del 1897)

L'esecutore deve prima reclinare la testa all'indietro, iper-estendendo il collo, e rilassare lo sfintere esofageo superiore (un muscolo che generalmente contrae involontariamente la parte superiore dell'esofago). I conati di vomito devono essere controllati durante l'inserimento della spada, che viene lubrificata dalla saliva, attraverso la bocca e oltre la faringe.
Una volta superati la faringe e lo sfintere esofageo, la spada passa rapidamente, grazie alla gravità, raddrizzando l'esofago flessibile. Lo stomaco, che si trova all'angolo dell'esofago, risulta allineato alla spada che entra attraverso l'apertura cardiale. Alcuni mangiatori di spade consumano, prima dell'esibizione, un grande pasto oppure bevono molta acqua per dare allo stomaco un orientamento più verticale, consentendo il passaggio più facile della spada. Un'attenzione particolare è necessaria per completare la performance senza pregiudizio, poiché la spada passa a pochi millimetri da organi vitali quali l'aorta, il cuore ed i polmoni.

## Effetti collaterali e lesioni

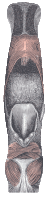
La faringe

La maggior parte delle lesioni gravi e dei decessi derivanti dalla deglutizione della spada si verificano dopo lesioni lievi o mentre si tentava una prodezza con una spada "diversa". L'infortunio più comune è la lesione della gola all'inizio della prima formazione, dopo frequenti spettacoli consecutivi, o dopo la deglutizione di spade curve o più spade contemporaneamente. L'ingestione di più spade contemporaneamente nel corso del tempo può anche portare a distensione dell'esofago. Lesioni lievi possono predisporre l'esecutore a subirne una più importante, tra cui la perforazione dell'esofago, dello stomaco, del cuore, dei polmoni e di altri organi che si trovano in prossimità del percorso della spada, o sanguinamento intestinale. Ventinove morti sono state registrati in seguito a lesioni dal 1880.

## Contributi alla scienza
Le capacità del mangiaspade si sono dimostrate utili al progresso della conoscenza medica, in particolare per lo sviluppo e il progresso dell'endoscopia superiore.
Nel 1868 Adolf Kussmaul di Friburgo (Germania) eseguì una esofagoscopia su un mangiaspade utilizzando un tubo rigido di 47 centimetri, specchi e una lampada a benzina. L'apparecchio, un endoscopio precoce, gli permise di esaminare l'esofago e il fondo dello stomaco.
Nel 1897 un medico scozzese di nome Stevens eseguì esperimenti sulla digestione con l'assistente mangiaspade: tubi metallici di piccole dimensioni, bucati e ripieni di carne, sono stati inghiottiti e dopo poco tempo rigurgitati, permettendo a Stevens di esaminare la portata della digestione che aveva avuto luogo.
Nel 1906 un medico di nome Cremer eseguì un elettrocardiogramma passando un elettrodo lungo l'esofago di un mangiatore di spade: questo approccio è stato poi dimostrato utile da numerosi studi, in quanto la registrazione esofagea in una posizione in prossimità del cuore migliorava il rilevamento del segnale.
Dal 2003 al 2006, uno studio di ricerca è stato condotto da Brian Witcombe, consulente radiologo al Gloucestershire Royal Hospital di Gloucester (Regno Unito), e Dan Meyer: i risultati sono stati pubblicati sul British Medical Journal.
Nel gennaio 2006, Dan Meyer ha lavorato con medici e ricercatori sui disturbi della deglutizione al centro riabilitativo Vanderbilt Stallworth presso la Vanderbilt University Medical Center di Nashville, Tennessee (USA) per esplorare se le tecniche di deglutizione della spada potessero essere utilizzate per aiutare i pazienti che soffrono di disturbi della deglutizione quali disfagia o acalasia, o che avevano sofferto di ictus o di un grave trauma alla gola ed avevano difficoltà a deglutire.
Nel 2007, Dai Andrews ha lavorato con il dottor Sharon Caplan presso la Johns Hopkins University in uno studio per determinare se la deglutizione della spada potesse essere utilizzata per aiutare i pazienti che soffrono di acalasia o coloro che avevano subito un grave trauma alla gola.

## Primati
Nel 2009, Natasha Veruschka inghiottì la spada più lunga (58 centimetri).
Nel 2009, Dai Andrews inghiottì la spada con la curva più grande (120 gradi).
Brad Byers detiene il primato per il maggior numero di spade: dieci spade da 27 pollici che poi sono state ruotate di 180 gradi in gola.